# Ravno pole
Ravno pole (bulgariska: Равно поле) är ett distrikt i Bulgarien.   Det ligger i kommunen Obsjtina Elin Pelin och regionen Sofijska oblast, i den västra delen av landet, 17 km öster om huvudstaden Sofia.
Trakten runt Ravno pole består till största delen av jordbruksmark. Runt Ravno pole är det ganska tätbefolkat, med 100 invånare per kvadratkilometer.